# مركب معدني هيكلي

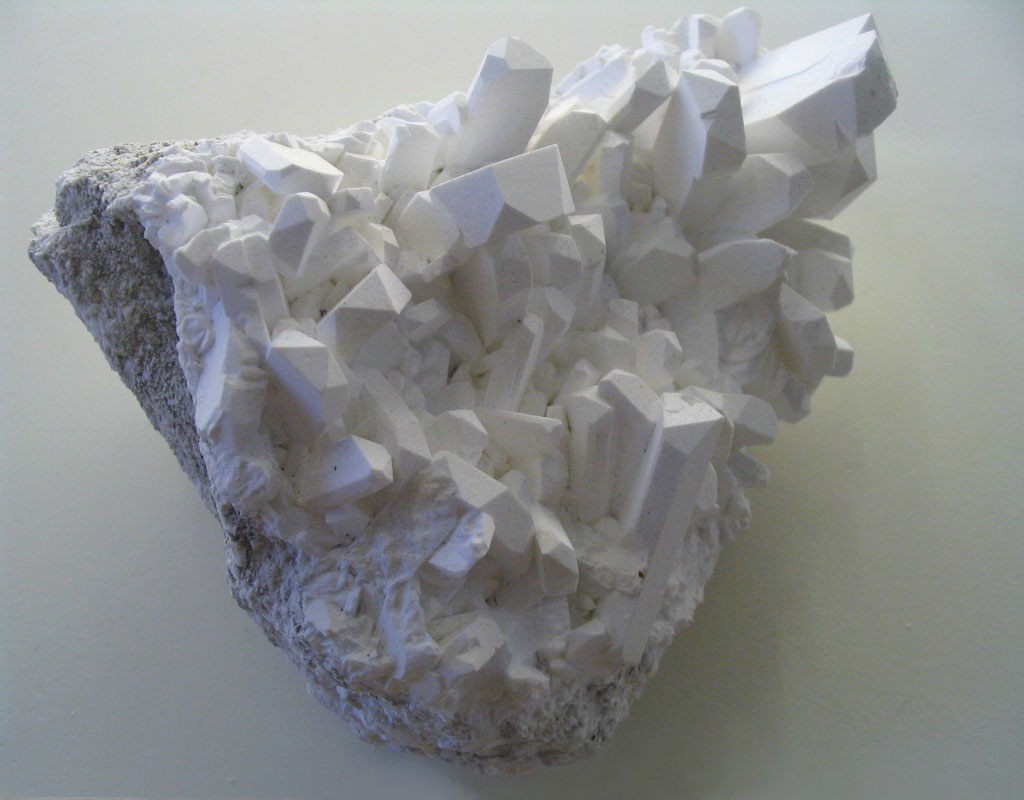

مركب معدني هيكلي (بالإنجليزية: (metal matrix composite (MMC) هو مادة مؤلفة تتكون من عضوين على الأقل ويكون أحدهما معدن. وقد يكون العضو الآخر معدن آخر، أو مادة أخرى مثل خزف أو مركب عضوي.
ويسمى المركب المتكون على الأقل من 3 مواد مركب هجيني.
ويتكون المركب المعدني الهيكلي من هيكل معدني مدعم في داخله بمواد مقوية من السيراميك أو مادة عضوية تكون عادة في صورة ألياف. وقد وجدت تلك المواد التطبيق أول مرة في بناء مكوك الفضاء عام 1975. حيث ابتكرت مواد خفيفة، تبلغ كثافتها بين 8و1 - 5و3 جرام/شمنتيمتر مكعب، لا تنفرط بسهولة، وتتميز بتوصيل حراري مرتفع ومعامل تمدد حراري منخفض.
كما يمكن تصميم مركبات معدنية هيكلية أخرى لها صفات مطلوبة.

## المواد
تستخدم الألمنيوم والتيتانيوم عادة في المركبات المعدنية الهيكلية، كما تستخدم في حالات خاصة مواد المغنسيوم والنحاس التي تبطن بمواد تقوية. ويمكن أن يتكون الهيكل من معدن نقي أو من سبيكة. وتستخدم كمواد للتقوية حبيبات السيراميك مثل كربيد السيليكون، أو الألياف القصيرة أو الطويلة المكونة من الكربون أو رغاوي صلبة مسامية.

### السبيكة المؤلفة
تتكون السبيكة المؤلفة من مزج فلزات مع الألياف اللافلزية حيث تكون قوية وصلبة أكثر من سبائك الألمنيوم وسبائك الفولاذ.
النوع الآخر منها هو مزج بالكامل من اللافلزات مثل الجرافيت مع الايبوكسن، حيث تدخل في صناعة مواد مختلفة مثل الطائرات وأجزاء السفن الفضائية وبعض الادوات الرياضية

## طرق صناعتها
توجد عدة طرق لتصنيع المركبات المعدنية الهيكلية، منها:
- خلط حبيبات السيراميك في المعدن المنصهر،
- طرق التعدين باستخدام المساحيق
- لحام طبقات رقائق فوق ألياف
- الترسيب الكهربائي (الجلفانومتري)
- الصب تحت ضغط
- تغطية شبكات السيراميك بالصب الضغطي، أو الصب مع الكبس،
- التغطية بالرش
- تفاعلات التي تتكون خلالها هياكل ومواد تقوية
- انفصال الأطوار الغازية
- التجميد الموجة للمصهور

## استخداماتها
تدخل المركبات المعدنية الهيكلية في صناعة السيارات في أسطوانات المكابح، محور نقل الحركة، أسطوانات المكابس، وفي صناعة القطارات مثل أسطوانات المكابح وفي بناء الطائرات، حيث تتميز بعضها بالخفة والصلابة.

## اقرأ أيضا
- مادة مؤلفة
- سيرمت
- مزدوج معدني
- لحام فيض الإلكترونات
- لحام بالأشعة السينية